# Список Героев Социалистического Труда (Сибиркин — Сиюхов)
Эта страница является частью списка Героев Социалистического Труда и перечисляет в алфавитном порядке лиц, удостоенных звания Героя Социалистического Труда, чьи фамилии начинаются с буквы «С», от Сибиркин до Сиюхов.
- Список не включает дважды и трижды Героев Социалистического Труда, а также лиц, лишённых этого звания.
- Список содержит информацию о датах жизни, роде деятельности и дате присвоения звания Героя.
- Герои, удостоенные звания посмертно, выделены в списке  серым цветом .
- Герои, сменившие фамилию после присвоения звания, приводятся в списках дважды, при этом строка с новой фамилией выделяется  бежевым цветом  и не имеет номера.

## Список людей, фамилии которых начинаются с «С»
| Навигационная таблица | Навигационная таблица    |
| --------------------- | ------------------------ |
| «С»                   | Саакян — Сальникова      |
| «С»                   | Самадалашвили — Саяхимов |
| «С»                   | Сборщикова — Сечина      |
| «С»                   | Сибиркин — Сиюхов        |
| «С»                   | Скаженик — Смыслин       |
| «С»                   | Снегирёв — Союстов       |
| «С»                   | Спаривак — Стычинский    |
| «С»                   | Субаев — Сяплов          |

| №          | Фамилия, имя, отчество                  | Даты жизни              | Деятельность | Дата присвоения | ГС         |
| ---------- | --------------------------------------- | ----------------------- | --- | --------------- | ---------- |
| 1          | Сибиркин Анатолий Алексеевич            | 01.07.1907 — 01.10.1970 | Директор завода № 16 Министерства авиационной промышленности СССР, Татарская АССР | 22.07.1966      | [ ГС 1 ]   |
| 2          | Сибиряк Иван Петрович                   | род. 29.11.1932         | Тракторист совхоза «Чистопольский» Чистопольского района Кокчетавской области | 19.04.1967      | [ ГС 2 ]   |
| 3          | Сибряева Мария Петровна                 | 02.04.1916 — 04.11.1961 | Бригадир семеноводческого колхоза «Доброволец» Лунинского района Пензенской области | 27.06.1950      | [ ГС 3 ]   |
| 4          | Сивак Владимир Яковлевич                | 01.06.1930 — 27.11.2019 | Бригадир горнорабочих очистного забоя шахты № 9 «Нововолынская» комбината «Укрзападуголь» Министерства угольной промышленности Украинской ССР, Волынская область                                                              | 30.03.1971      | [ ГС 4 ]   |
| 5          | Сивашов Борис Алексеевич                | 02.03.1930 — 11.08.2007 | Тракторист-машинист колхоза «Коммунар» Уссурийского района Приморского края | 25.08.1989      | [ ГС 5 ]   |
| 6          | Сивёлов Иосиф Тимофеевич                | 17.07.1929 — 28.03.2009 | Аппаратчик Каменец-Подольского сахарного завода Министерства пищевой промышленности СССР, Хмельницкая область | 26.04.1971      |            |
| 7          | Сиверская Любовь Стефановна             | 13.06.1925 — 31.01.2020 | Бригадир изолировщиков управления «Промстрой» № 2 Куйбышевгидростроя Министерства энергетики и электрификации СССР, Куйбышевская область                                                                                      | 29.12.1973      | [ ГС 6 ]   |
| 8          | Сивец Виктор Николаевич                 | 04.05.1919 — 09.12.1984 | Директор Ташкентского авиационного завода имени В. П. Чкалова Министерства авиационной промышленности СССР | 26.04.1971      | [ ГС 7 ]   |
| 9          | Сивирин Лука Сазанович                  | 1912—1982               | Управляющий фермой свиноводческого совхоза имени Калинина Министерства совхозов СССР, Артёмовский район Сталинской области | 24.09.1949      | [ ГС 8 ]   |
| 10         | Сивокозов Кирилл Михайлович             | 25.09.1903 — 27.08.1983 | Бригадир свеклосовхоза «Индустриальный» Министерства пищевой промышленности СССР, Шевченковский район Харьковской области | 30.04.1948      | [ ГС 9 ]   |
| 11         | Сиволап Анна Николаевна                 | род. 10.12.1946         | Оператор машинного доения свекловодческого совхоза Глобинского сахарного комбината Министерства пищевой промышленности Украинской ССР, Полтавская область                                                                     | 17.03.1981      | [ ГС 10 ]  |
| 12         | Сиволодский Евгений Андреевич           | 16.10.1919 — 23.09.1995 | Начальник лаборатории Государственного института прикладной химии Министерства химической промышленности СССР, гор. Ленинград                                                                                                 | 20.04.1971      | [ ГС 11 ]  |
| 13         | Сиворакшев Иван Титович                 | 06.11.1912 — 08.08.1993 | Комбайнёр Миловановской МТС Краснодарского края | 28.05.1952      | [ ГС 12 ]  |
| 14         | Сивухина Ольга Васильевна               | 1895 — 20.08.1967       | Председатель колхоза имени Кирова Петровского района Куйбышевской области | 05.07.1949      | [ ГС 13 ]  |
| 15         | Сивцев Дмитрий Кононович                | 14.09.1906 — 25.06.2005 | Писатель, общественный деятель, Якутская АССР | 24.04.1991      | [ ГС 14 ]  |
| 16         | Сивцев Николай Андреевич                | 20.12.1933 — 01.02.1998 | Старший чабан госплемзавода «Большевик» Ипатовского района Ставропольского края | 13.03.1981      | [ ГС 15 ]  |
| 17         | Сивцева Екатерина Ивановна              | 1926—1984               | Звеньевая колхоза «Новый путь» Меркенского района Джамбулской области | 11.04.1949      | [ ГС 16 ]  |
| 18         | Сивцов Василий Платонович               | 11.09.1894 — 28.05.1973 | Бригадир свинофермы ордена Трудового Красного Знамени конного завода № 157, Мечётинский район Ростовской области | 26.07.1949      | [ ГС 17 ]  |
| 19         | Сивцова Мария Ивановна                  | род. 03.04.1935         | Заведующая молокотоварной фермой колхоза имени Калинина Краснослободского района Мордовской АССР | 08.04.1971      | [ ГС 18 ]  |
| 20         | Сигарёв Григорий Алексеевич             | 1923—1983               | Старший чабан госплемзавода имени Розы Люксембург Новоазовского района Донецкой области | 24.12.1976      | [ ГС 19 ]  |
| 21         | Сигида Андрей Иванович                  | 26.12.1927 — 20.04.1993 | Фрезеровщик завода «Алтайсельмаш» Министерства тракторного и сельскохозяйственного машиностроения СССР, гор. Рубцовск Алтайского края                                                                                         | 05.08.1966      | [ ГС 20 ]  |
| 22         | Сиддиков Мамажан                        | 1903 — ????             | Бригадир полеводческой бригады колхоза имени Дзержинского Наманганского района Наманганской области | 11.01.1957      | [ ГС 21 ]  |
| 23         | Сиддиков Рустам                         | 1904 — ????             | Старший чабан совхоза «Большевик» Кассанского района Кашка-Дарьинской области | 06.08.1958      | [ ГС 22 ]  |
| 24         | Сидельников Степан Петрович             | 29.07.1911 — 22.09.2009 | Комбайнёр Ейской МТС Ейского района Краснодарского края | 30.04.1951      | [ ГС 23 ]  |
| 25         | Сиденко Василий Максимович              | 22.09.1929 — 16.03.1987 | Председатель колхоза имени Ватутина Бахмачского района Черниговской области | 08.04.1971      |            |
| 26         | Сиденко Георгий Егорович                | 1927 — 1997             | Тракторист совхоза «Голуметский» Черемховского района Иркутской области | 23.06.1966      | [ ГС 24 ]  |
| 27         | Сидиков Мамадали                        | род. 1933               | Буровой мастер Ферганского управления буровых работ объединения «Узбекнефть» Министерства нефтяной промышленности СССР | 30.03.1971      | [ ГС 25 ]  |
| 28         | Сидиков Сабирджан                       | 1902 — 04.01.1987       | Директор совхоза «Фергана» Акалтынского района Сырдарьинской области | 14.12.1972      | [ ГС 26 ]  |
| 29         | Сидора Вера Фёдоровна                   | 14.01.1933 — 23.07.1996 | Птичница опытного хозяйства «Борки» Украинского научно-исследовательского института птицеводства, Змиёвский район Харьковской области                                                                                         | 25.12.1959      | [ ГС 27 ]  |
| 30         | Сидорейко Василий Ларионович            | 13.07.1950 — 02.11.2020 | Буровой мастер Сургутского управления буровых работ № 2 производственного объединения «Сургутнефтегаз» Министерства нефтяной промышленности СССР, Ханты-Мансийский автономный округ                                           | 20.02.1987      | [ ГС 28 ]  |
| 31         | Сидоренко Анастасия Александровна       | 1919 — ????             | Свинарка колхоза имени Сталина Бахмачского района Черниговской области | 26.02.1958      | [ ГС 29 ]  |
| 32         | Сидоренко Григорий Дмитриевич           | 1901 — ????             | Председатель колхоза «КИМ» Коломакского района Харьковской области | 16.02.1948      | [ ГС 30 ]  |
| 33         | Сидоренко Дмитрий Прокофьевич           | 10.05.1927 — 04.04.2019 | Слесарь Южного машиностроительного завода Министерства общего машиностроения СССР, гор. Днепропетровск | 29.08.1969      | [ ГС 31 ]  |
| 34         | Сидоренко Евгений Михайлович            | 23.01.1915 — 30.01.1978 | Начальник Главдальстроя Министерства строительства РСФСР, гор. Хабаровск | 11.08.1966      | [ ГС 32 ]  |
| 35         | Сидоренко Иван Тимофеевич               | 24.03.1910 — 03.07.1995 | Председатель колхоза «Кубань» Усть-Лабинского района Краснодарского края | 08.04.1971      | [ ГС 33 ]  |
| 36         | Сидоренко Марк Лаврентьевич             | 27.04.1904 — 03.07.1964 | Старший механик зернового совхоза имени Орджоникидзе Министерства совхозов СССР, Азербайджанская ССР | 05.04.1948      | [ ГС 34 ]  |
| 37         | Сидоренко Михаил Фёдорович              | 12.07.1902 — 05.11.1989 | Директор Мелитопольской опытной станции садоводства Запорожской области | 08.04.1971      | [ ГС 35 ]  |
| 38         | Сидоренко Николай Вуколович             | 1916 — ????             | Бригадир комплексной бригады управления «Стальпромстрой» треста «Волгоградтяжстрой» Министерства строительства РСФСР, гор. Волгоград                                                                                          | 11.08.1966      | [ ГС 36 ]  |
| 39         | Сидоренко Николай Григорьевич           | 1925 — ????             | Обжигальщик изделий Славянского керамического комбината Министерства промышленности строительных материалов Украинской ССР, Донецкая область                                                                                  | 07.05.1971      |            |
| 40         | Сидоренко Ольга Фёдоровна               | 01.12.1927 — 30.08.2018 | Звеньевая колхоза имени Войкова Рязанского района Краснодарского края | 06.05.1948      | [ ГС 37 ]  |
| 41         | Сидоренко Прасковья Евсеевна            | род. 1932               | Звеньевая колхоза имени Ленина Менского района Черниговской области | 23.04.1952      | [ ГС 38 ]  |
| 42         | Сидоренко Фёдор Тимофеевич              | 1903—1962               | Звеньевой колхоза «Победа» Георгиевского района Южно-Казахстанской области | 20.05.1949      | [ ГС 39 ]  |
| 43         | Сидоренкова Анна Леонтьевна             | 08.11.1926 — 24.12.1998 | Доярка совхоза «Шиловский», гор. Берёзовский Свердловской области | 22.03.1966      | [ ГС 40 ]  |
| 43.000001  | Сидорец Татьяна Дмитриевна              | 01.1922 — ????          | Звеньевая колхоза имени Хрущёва Менского района Черниговской области | 23.04.1952      | [ ГС 41 ]  |
| 44         | Сидорин Николай Андреевич               | 19.12.1911 — 17.08.1995 | Бригадир колхоза «Красный маяк» Минусинского района Красноярского края | 10.04.1948      | [ ГС 42 ]  |
| 45         | Сидоров Александр Николаевич            | 03.02.1924 — 20.02.1980 | Бригадир колхоза «Заря коммунизма» Пучежского района Ивановской области | 30.04.1966      | [ ГС 43 ]  |
| 46         | Сидоров Василий Семёнович               | 08.04.1925 — 28.02.1999 | Начальник полярной гидрометеорологической станции Айон Государственного комитета СССР по гидрометеорологии и контролю природной среды                                                                                         | 12.06.1986      | [ ГС 44 ]  |
| 47         | Сидоров Виктор Иванович                 | 16.01.1930 — 01.01.2009 | Бригадир забойщиков Киргизского горнорудного комбината Министерства среднего машиностроения СССР, гор. Кара-Балта Киргизской ССР                                                                                              | 26.04.1971      | [ ГС 45 ]  |
| 48         | Сидоров Иван Степанович                 | 1920 — 21.04.2003       | Старший электролизник Усть-Каменогорского титано-магниевого комбината имени 50-летия Октябрьской революции Министерства цветной металлургии СССР, Восточно-Казахстанская область                                              | 30.03.1971      | [ ГС 46 ]  |
| 49         | Сидоров Иван Фёдорович                  | 14.09.1918 — 04.11.1991 | Начальник лесопункта Усть-Вымского леспромхоза, Коми АССР | 05.10.1957      | [ ГС 47 ]  |
| 50         | Сидоров Михаил Павлович                 | род. 1927               | Звеньевой колхоза имени Куйбышева Кировского района Восточно-Казахстанской области | 20.05.1949      | [ ГС 48 ]  |
| 51         | Сидоров Юрий Климентьевич               | 18.06.1928 — 08.01.2017 | Бригадир токарей Ленинградского электромашиностроительного объединения «Электросила» имени С. М. Кирова Министерства электротехнической промышленности СССР                                                                   | 07.01.1976      |            |
| 52         | Сидорова Вера Васильевна                | 15.08.1934 — 09.04.2025 | Первый секретарь Кустанайского райкома Компартии Казахстана, Кустанайская область | 24.12.1976      | [ ГС 49 ]  |
| 53         | Сидорова Евдокия Николаевна             | 15.02.1922 — ????       | Доярка совхоза «Верхнемуллинский» Пермского района Пермской области | 22.03.1966      | [ ГС 50 ]  |
| 54         | Сидорова Ирина Михайловна               | 1912—1975               | Звеньевая молочного совхоза «Тяжинский» Министерства совхозов СССР, Тяжинский район Кемеровской области | 03.05.1948      | [ ГС 51 ]  |
| 55         | Сидорова Лидия Ивановна                 | 15.10.1938 — 06.03.2021 | Бригадир штукатуров-маляров треста «Приаргунстрой» Министерства среднего машиностроения СССР, гор. Краснокаменск Читинской области                                                                                            | 16.01.1974      | [ ГС 52 ]  |
| 56         | Сидоровский Анатолий Васильевич         | 23.02.1927 — 07.03.1989 | Бригадир котельщиков судоремонтного завода «Красная кузница» Министерства морского флота СССР, гор. Архангельск | 29.07.1966      | [ ГС 53 ]  |
| 57         | Сидоровский Дмитрий Дементьевич         | 20.11.1905 — 23.06.1980 | Сталевар мартеновского цеха Уральского завода тяжёлого машиностроения Свердловского совнархоза | 19.07.1958      | [ ГС 54 ]  |
| 58         | Сидорчук Евгения Филипповна             | род. 26.12.1929         | Звеньевая колхоза «Путь к коммунизму» Скидельского района Гродненской области | 18.01.1958      | [ ГС 55 ]  |
| 59         | Сидорчук Степан Гаврилович              | 30.01.1935 — 22.06.2021 | Председатель колхоза имени Карла Маркса Новоград-Волынского района Житомирской области | 27.06.1991      | [ ГС 56 ]  |
| 60         | Сиземова Татьяна Ивановна               | 1893 — 15.05.1987       | Свинарка колхоза имени 12-й годовщины Октября Ухтомского района Московской области | 07.04.1949      | [ ГС 57 ]  |
| 61         | Сизинцев Василий Иванович               | 08.02.1921 — 15.05.1993 | Анодчик Сталинского алюминиевого завода Кемеровского совнархоза | 09.06.1961      | [ ГС 58 ]  |
| 62         | Сизов Александр Александрович           | 10.04.1913 — 26.12.1972 | Начальник Главленинградстроя при исполкоме Ленинградского городского Совета депутатов трудящихся | 18.11.1965      | [ ГС 59 ]  |
| 63         | Сизов Дмитрий Иванович                  | 27.10.1911 — 14.07.1981 | Начальник цеха Московского нефтеперерабатывающего завода | 19.03.1959      |            |
| 64         | Сизов Николай Ильич                     | 05.08.1927 — 25.10.1990 | Капитан среднего рыболовного траулера управления тралового флота Балтийского рыбопромышленного треста, Калининградская область                                                                                                | 31.05.1958      | [ ГС 60 ]  |
| 64.000002  | Сизова Лидия Павловна                   | 27.04.1930 — 20.01.2013 | Ткачиха Ермолинского хлопчатобумажного комбината Министерства лёгкой промышленности РСФСР, Калужская область | 05.04.1971      | [ ГС 61 ]  |
| 65         | Сизых Иван Егорович                     | 17.01.1925 — 10.05.2001 | Бригадир проходчиков Новокузнецкого шахтостроительного управления треста «Кузнецкшахтострой» Министерства строительства предприятий тяжёлой индустрии СССР, Кемеровская область                                               | 05.04.1971      | [ ГС 62 ]  |
| 66         | Сикорская Галина Фёдоровна              | 06.11.1928 — 16.10.2001 | Литейщица фарфоровых изделий Полонского фарфорового завода Министерства лёгкой промышленности Украинской ССР, Хмельницкая область                                                                                             | 04.03.1976      | [ ГС 63 ]  |
| 67         | Сикорскис Иозас Стасиович               | 1936 — нет данных       | Слесарь Каунасского станкостроительного завода имени Дзержинского Министерства станкостроительной и инструментальной промышленности СССР, Литовская ССР                                                                       | 08.08.1966      | [ ГС 64 ]  |
| 68         | Силагадзе Сергей Амвросович             | 1907 — 12.1987          | Председатель исполнительного комитета Цагерского районного Совета депутатов трудящихся, Грузинская ССР | 25.11.1950      | [ ГС 65 ]  |
| 69         | Силаев Иван Степанович                  | 21.10.1930 — 08.02.2023 | Заместитель Министра авиационной промышленности СССР, гор. Москва | 03.04.1975      | [ ГС 66 ]  |
| 70         | Силантьев Вячеслав Васильевич           | 30.04.1938 — 20.05.2011 | Слесарь Костромского игольно-планочного завода «Красная маёвка» Министерства лёгкой промышленности РСФСР | 17.03.1981      | [ ГС 67 ]  |
| 71         | Силин Константин Сергеевич              | 27.05.1913 — 05.02.1996 | Заведующий отделением Всесоюзного научно-исследовательского института транспортного строительства Министерства транспортного строительства СССР, гор. Москва                                                                  | 26.05.1983      | [ ГС 68 ]  |
| 72         | Силин Николай Андреевич                 | 09.05.1937 — 07.01.2009 | Токарь Новосибирского производственного объединения «Север» Министерства среднего машиностроения СССР | 10.03.1981      | [ ГС 69 ]  |
| 73         | Силин Николай Фёдорович                 | 1919—1956               | Бригадир колхоза «Новая деревня» Оханского района Молотовской области | 19.03.1948      | [ ГС 70 ]  |
| 74         | Силин Павел Михайлович                  | 28.05.1887 — 30.09.1967 | Заведующий кафедрой Московского технологического института пищевой промышленности, профессор | 31.05.1967      | [ ГС 71 ]  |
| 75         | Силина Алла Ивановна                    | 28.04.1926 — 17.04.1986 | Бригадир совхоза «Светлый путь» Первомайского района Алтайского края | 08.04.1971      | [ ГС 72 ]  |
| 76         | Силиня Эмилия Фрицевна                  | 10.08.1914 — 30.07.2014 | Монтажница завода «ВЭФ» Латвийского совнархоза, гор. Рига | 07.03.1960      | [ ГС 73 ]  |
| 77         | Силогава Лиусия Теймуразовна            | 1920 — ????             | Колхозница колхоза имени Сталина Гальского района Абхазской АССР | 29.08.1949      | [ ГС 74 ]  |
| 78         | Силогава Николай Алексеевич             | 1911 — ????             | Звеньевой колхоза имени Сталина Гальского района Абхазской АССР | 03.05.1949      | [ ГС 75 ]  |
| 79         | Сильченко Анна Никитична                | 28.11.1907 — 1977       | Звеньевая колхоза «Украина» Абинского района Краснодарского края | 06.05.1948      | [ ГС 76 ]  |
| 80         | Силютин Фёдор Кузьмич                   | 1913—1983               | Капитан рыболовного сейнера «Калуга» Управления морского рыболовного и зверобойного флота Министерства рыбного хозяйства СССР, гор. Холмск Сахалинской области                                                                | 07.07.1966      | [ ГС 77 ]  |
| 81         | Силяев Игорь Дмитриевич                 | 02.01.1932 — 11.05.1997 | Рабочий предприятия Министерства электронной промышленности СССР, гор. Херсон | 10.03.1981      |            |
| 82         | Сим Лидия Антоновна                     | 24.11.1925 — 02.11.1980 | Доярка совхоза «Первомайский» Татарского района Новосибирской области | 22.03.1966      | [ ГС 78 ]  |
| 83         | Симак Евгений Петрович                  | 24.07.1925 — 23.12.1982 | Машинист экскаватора строительства Цимлянского гидроузла Волго-Донского судоходного канала имени В. И. Ленина Министерства внутренних дел СССР, Ростовская область                                                            | 19.09.1952      | [ ГС 79 ]  |
| 83.000003  | Симакова Анфисья Абрамовна              | 08.09.1924 — 08.05.2007 | Доярка колхоза имени XVII съезда ВКП(б) Исакогорского района Архангельской области | 17.06.1949      | [ ГС 80 ]  |
| 84         | Симанский Александр Николаевич          | 30.08.1926 — 31.08.2001 | Шлифовщик Ульяновского машиностроительного завода имени Володарского Министерства оборонной промышленности СССР | 28.07.1966      | [ ГС 81 ]  |
| 85         | Символ Семён Петрович                   | 01.09.1904 — 04.07.1982 | Директор свиноводческого совхоза «Забойщик» Министерства совхозов СССР, Лисичанский район Ворошиловградской области | 22.10.1949      | [ ГС 82 ]  |
| 86         | Символоков Анатолий Филиппович          | 1937 — 09.07.2007       | Старшина водолазной станции специализированного управления подводно-технических работ № 4 треста «Востокподводтрубопроводстрой» Министерства строительства предприятий нефтяной и газовой промышленности СССР, Татарская АССР | 06.10.1983      | [ ГС 83 ]  |
| 87         | Симвулиди Алкивиад Иванович             | 1908 — 25.01.1986       | Бригадир колхоза имени Ворошилова Кобулетского района Аджарской АССР | 01.09.1951      | [ ГС 84 ]  |
| 88         | Симвулиди София Дмитриевна              | 1923 — 08.2017          | Колхозница колхоза имени Ворошилова Дагвинского сельсовета Кобулетского района Аджарской АССР | 29.08.1949      | [ ГС 85 ]  |
| 89         | Симеониди Харалампий Еврепидович        | 04.01.1929 — 21.05.1992 | Звеньевой колхоза имени Ворошилова Кобулетского района Аджарской АССР | 01.09.1951      | [ ГС 86 ]  |
| 90         | Симинько Мелания Никифоровна            | 13.01.1921 — 27.02.2002 | Звеньевая колхоза «Нове жыття» Гадячского района Полтавской области | 23.06.1966      | [ ГС 87 ]  |
| 91         | Симканич Мария Антоновна                | 01.11.1934 — 09.08.2008 | Доярка колхоза «За нове життя» Иршавского района Закарпатской области | 22.03.1966      | [ ГС 88 ]  |
| 92         | Симоненко Андрей Иванович               | 1904—1974               | Старший чабан совхоза «Арзгирский» Арзгирского района Ставропольского края | 22.03.1966      | [ ГС 89 ]  |
| 93         | Симоненко Николай Афанасьевич           | 02.05.1906 — 03.09.1986 | Начальник вагонного депо Симферополь Сталинской железной дороги, Крымская область | 01.08.1959      | [ ГС 90 ]  |
| 94         | Симонов Василий Александрович           | 15.03.1928 — 04.10.1999 | Управляющий отделением совхоза «Островский» Пресновского района Северо-Казахстанской области | 19.04.1967      | [ ГС 91 ]  |
| 95         | Симонов Иван Филиппович                 | 23.04.1927 — 06.05.2000 | Тракторист-машинист совхоза «Калмакский» Армизонского района Тюменской области | 11.12.1973      | [ ГС 92 ]  |
| 96         | Симонов Константин Михайлович           | 28.11.1915 — 28.08.1979 | Писатель и поэт, секретарь Правления Союза писателей СССР, гор. Москва | 29.07.1974      | [ ГС 93 ]  |
| 97         | Симонов Николай Константинович          | 04.12.1901 — 20.04.1973 | Актёр Ленинградского государственного академического театра драмы имени А. С. Пушкина, народный артист СССР | 03.12.1971      | [ ГС 94 ]  |
| 98         | Симонов Сергей Гаврилович               | 04.10.1894 — 06.05.1986 | Конструктор стрелкового оружия НИИ-61 Министерства оборонной промышленности СССР, Московская область | 20.10.1954      | [ ГС 95 ]  |
| 99         | Симонова Анна Степановна                | 31.08.1925 — 28.04.2017 | Ткачиха Ульяновского производственного объединения шерстяных предприятий Министерства лёгкой промышленности РСФСР | 05.04.1971      | [ ГС 96 ]  |
| 100        | Симонова Сирануш Александровна          | 05.01.1913 — ????       | Звеньевая колхоза «Ватан-Мугарибасы» Акстафинского района Азербайджанской ССР | 21.07.1949      |            |
| 101        | Симонова Сицилия Фёдоровна              | род. 1928               | Оверлочница Кишинёвской трикотажной фабрики № 2 Молдавского совнархоза | 07.03.1960      | [ ГС 97 ]  |
| 102        | Симонян Асанет Власовна                 | 1924 — ????             | Звеньевая колхоза имени Орджоникидзе Октемберянского района Армянской ССР | 14.06.1950      | [ ГС 98 ]  |
| 103        | Симонян Воски Захаровна                 | 1918 — ????             | Звеньевая колхоза имени Калинина Микоянского района Армянской ССР | 17.08.1950      | [ ГС 99 ]  |
| 104        | Симонян Женя Артаваздовна               | род. 1929               | Звеньевая колхоза имени Жданова Октемберянского района Армянской ССР | 14.06.1950      | [ ГС 100 ] |
| 105        | Симонян Ноемзар Сетраковна              | 1911 — ????             | Звеньевая колхоза имени Сталина Гантиадского сельсовета Гагрского района Абхазской АССР | 03.05.1949      | [ ГС 101 ] |
| 106        | Симонян Сабет Нагапетовна               | 1914—2005               | Звеньевая колхоза имени Калинина Микоянского района Армянской ССР | 17.08.1950      | [ ГС 102 ] |
| 107        | Синанян Рипсиме Терджановна             | 1911 — ????             | Заведующая отделением республиканской больницы, гор. Ереван Армянской ССР | 04.02.1969      | [ ГС 103 ] |
| 108        | Синате Валия Августовна                 | род. 1931               | Бригадир птицеводческой фермы совхоза «Болупе» Балвского района Латвийской ССР | 08.04.1971      |            |
| 109        | Синегуб Иван Леонтьевич                 | 20.02.1932 — 10.12.2005 | Звеньевой колхоза имени Кирова Слуцкого района Минской области | 10.02.1975      | [ ГС 104 ] |
| 110        | Синельников Алексей Константинович      | род. 1934               | Звеньевой колхоза имени Ленина Новокубанского района Краснодарского края | 08.04.1971      | [ ГС 105 ] |
| 111        | Синельников Василий Григорьевич         | 1911 — 02.09.1996       | Комбайнёр Кинделинской МТС Мустаевского района Чкаловской области | 14.05.1951      | [ ГС 106 ] |
| 112        | Синельников Всеволод Дмитриевич         | 27.01.1921 — 23.08.1995 | Заместитель генерального конструктора Центрального конструкторского бюро «Алмаз» Министерства радиопромышленности СССР, гор. Москва                                                                                           | 20.04.1981      | [ ГС 107 ] |
| 113        | Синельников Николай Фёдорович           | 27.12.1910 — 05.08.1980 | Старший механик Северской МТС Краснодарского края | 06.05.1948      | [ ГС 108 ] |
| 114        | Синельников Пётр Степанович             | 22.06.1921 — 15.05.2007 | Первый секретарь Рузаевского райкома Компартии Казахстана, Кокчетавская область | 11.01.1957      | [ ГС 109 ] |
| 115        | Сиников Андрей Алексеевич               | 1917—1983               | Бригадир овощеводческой бригады колхоза имени Ульянова Севского района Брянской области | 30.04.1966      | [ ГС 110 ] |
| 116        | Синицин Александр Иванович              | 13.09.1930 — 21.02.2001 | Тракторист совхоза имени Дзержинского Александровского района Оренбургской области | 08.04.1971      | [ ГС 111 ] |
| 117        | Синицин Серафим Данилович               | 06.09.1916 — 1989       | Бригадир комплексной бригады передвижной механизированной колонны № 132 управления «Волгоградоблсельстрой» Министерства сельского строительства РСФСР, Жирновский район Волгоградской области                                 | 07.05.1971      | [ ГС 112 ] |
| 118        | Синицын Александр Львович               | 1891 — ????             | Старший агроном Джамбулской МТС Джамбулской области | 28.03.1948      | [ ГС 113 ] |
| 119        | Синицын Юрий Ильич                      | 23.12.1932 — 20.08.2009 | Бригадир слесарей-монтажников управления по монтажу холодильных и специальных установок треста «Союзпроммонтаж» Министерства монтажных и специальных строительных работ СССР, гор. Москва                                     | 07.05.1971      |            |
| 120        | Синицына Лидия Ивановна                 | 22.07.1926 — 22.03.2001 | Доярка племенного совхоза «Зимёнки» Муромского района Владимирской области | 22.03.1966      | [ ГС 114 ] |
| 121        | Синиченко Мария Михайловна              | 1912 — ????             | Звеньевая семеноводческого совхоза «Кубань» Министерства совхозов СССР, Гулькевичский район Краснодарского края | 06.04.1948      | [ ГС 115 ] |
| 122        | Синкевичюс Антанас-Пранас Станиславович | 13.03.1928 — 20.04.1982 | Электрогазосварщик вагонного депо Вильнюс Прибалтийской железной дороги, Литовская ССР | 05.03.1976      |            |
| 123        | Синько Евгений Иванович                 | 1927—2008               | Бригадир проходчиков Родаково-Юрьевского шахтостроительного управления треста «Ворошиловградшахтострой» Министерства строительства предприятий угольной промышленности Украинской ССР, Ворошиловградская область              | 26.04.1957      | [ ГС 116 ] |
| 124        | Синюков Михаил Иванович                 | 13.06.1924 — 14.12.1996 | Ректор Московской сельскохозяйственной академии имени К. А. Тимирязева, академик Всесоюзной академии сельскохозяйственных наук имени В. И. Ленина                                                                             | 03.12.1990      | [ ГС 117 ] |
| 125        | Синявский Пётр Иванович                 | 1910 — ????             | Бригадир электромонтажников строительного управления «Днепрострой» Министерства электростанций СССР, Херсонская область | 06.06.1957      |            |
| 126        | Синягин Гавриил Дмитриевич              | 1888 — 30.03.1955       | Председатель колхоза имени Ворошилова Бородулихинского района Семипалатинской области | 19.03.1947      | [ ГС 118 ] |
| 127        | Синяговский Пётр Ефимович               | 11.06.1906 — 01.02.1996 | Горный мастер Ирминского шахтоуправления комбината «Ворошиловградуголь» Министерства угольной промышленности западных районов СССР, Ворошиловградская область                                                                 | 28.08.1948      | [ ГС 119 ] |
| 128        | Сиохин Вениамин Ефимович                | 1930 — ????             | Тракторист-машинист совхоза «Солоновский» Суровикинского района Волгоградской области | 19.04.1967      | [ ГС 120 ] |
| 129        | Сипатова Вера Васильевна                | 02.12.1932 — 02.10.1998 | Шлифовщица Горьковского автомобильного завода Министерства автомобильной промышленности СССР | 11.03.1976      | [ ГС 121 ] |
| 130        | Сипович Франц Иосифович                 | 26.12.1905 — ????       | Директор совхоза «Шальчининкай» Шальчининкского района Литовской ССР | 05.04.1958      | [ ГС 122 ] |
| 131        | Сирадзе Карл Синоевич                   | 1896 — ????             | Звеньевой колхоза имени Микояна Зестафонского района Грузинской ССР | 09.08.1949      | [ ГС 123 ] |
| 132        | Сирбиладзе Силован Варламович           | 1920 — ????             | Звеньевой колхоза имени Орджоникидзе Обчинского сельсовета Маяковского района Грузинской ССР | 09.08.1949      | [ ГС 124 ] |
| 133        | Сиргинава Радион Васильевич             | 15.11.1903 — 21.01.1976 | Председатель колхоза «Советская Абхазия» Гальского района Абхазской АССР | 21.02.1948      | [ ГС 125 ] |
| 134        | Сиргинава Шахани Гигоевич               | 1913 — 03.01.1975       | Председатель колхоза имени Андреева Гальского района Абхазской АССР | 21.02.1948      | [ ГС 126 ] |
| 135        | Сиренко Варвара Захаровна               | 24.11.1911 — 21.11.2000 | Звеньевая семеноводческого совхоза «Красная волна» Министерства совхозов СССР, Великобурлукский район Харьковской области | 13.03.1948      | [ ГС 127 ] |
| 136        | Сирикин Иван Фёдорович                  | 28.08.1923 — 25.06.1994 | Буровой мастер Новогрозненской конторы бурения Ставропольского нефтепромыслового управления Ставропольского совнархоза, Ачикулакский район                                                                                    | 19.03.1959      | [ ГС 128 ] |
| 137        | Сирож Иван Дмитриевич                   | 05.07.1933 — 14.04.2003 | Звеньевой совхоза «Острогляды» Брагинского района Гомельской области | 22.03.1966      | [ ГС 129 ] |
| 138        | Сирота Григорий Михайлович              | род. 01.05.1931         | Горнорабочий очистного забоя шахты № 3 «Великомостовская» комбината «Укрзападуголь» Министерства угольной промышленности Украинской ССР, Львовская область                                                                    | 30.03.1971      |            |
| 139        | Сироткин Дмитрий Михайлович             | 15.11.1928 — 11.02.2018 | Тракторист-машинист Ветлужско-Унженского механизированного лесхоза Министерства лесного хозяйства РСФСР, Горьковская область                                                                                                  | 13.08.1986      | [ ГС 130 ] |
| 140        | Сироткина Лидия Емельяновна             | 26.12.1934 — 24.06.2015 | Главный агроном колхоза «Перамога» Толочинского района Витебской области | 12.12.1973      | [ ГС 131 ] |
| 141        | Сироткина Мария Борисовна               | 03.12.1940 — 04.12.2021 | Бригадир маляров строительного управления № 16 домостроительного комбината Министерства строительства СССР, гор. Томск | 19.03.1981      | [ ГС 132 ] |
| 142        | Сироткина Мария Ивановна                | 22.06.1918 — 09.06.1999 | Бригадир бетонщиков строительно-монтажного управления № 2 треста «Мособлстрой» № 9 Главмособлстроя при Мособлисполкоме, гор. Электросталь Московской области                                                                  | 07.05.1971      | [ ГС 133 ] |
| 143        | Сирый Василий Яковлевич                 | 05.10.1928 — 12.10.2006 | Бригадир колхоза «Украина» Городокского района Хмельницкой области | 12.04.1979      | [ ГС 134 ] |
| 144        | Сиряева Фаина Константиновна            | 11.04.1925 — 25.05.1993 | Доярка совхоза «Новое» Сокольского района Вологодской области | 08.04.1971      | [ ГС 135 ] |
| 145        | Сисекенов Салимбай                      | род. 1934               | Старший чабан совхоза «Аксарайский» Красноярского района Астраханской области | 08.04.1971      | [ ГС 136 ] |
| 146        | Сисембаев Кулбай                        | 1895—1974               | Старший табунщик колхоза имени Молотова Кзыл-Кугинского района Гурьевской области | 23.07.1948      | [ ГС 137 ] |
| 147        | Сисембаев Сатибалды                     | 1922 — ????             | Заведующий коневодством колхоза имени Шевченко Шевченковского района Гурьевской области | 23.07.1948      | [ ГС 138 ] |
| 148        | Сисюк Лидия Фёдоровна                   | 29.07.1924 — 26.04.2000 | Трактористка колхоза «Знамя коммунизма» Михайловского района Запорожской области | 08.04.1971      | [ ГС 139 ] |
| 149        | Ситкарёв Иван Николаевич                | 10.11.1931 — 03.07.2017 | Вальщик леса Корткеросской сплавной конторы Всесоюзного лесопромышленного объединения «Комилеспром» Министерства лесной, целлюлозно-бумажной и деревообрабатывающей промышленности СССР, Коми АССР                            | 19.03.1981      | [ ГС 140 ] |
| 150        | Ситковский Алексей Дмитриевич           | 12.08.1914 — 07.01.1979 | Чабан колхоза имени Мичурина Перещепинского района Днепропетровской области | 26.02.1958      | [ ГС 141 ] |
| 151        | Ситник Александр Илларионович           | 1914 — ????             | Бригадир тракторной бригады колхоза имени Щорса Мироновского района Киевской области | 08.04.1971      |            |
| 152        | Ситник Раиса Ивановна                   | 25.12.1927 — 23.04.2019 | Звеньевая колхоза «Социалистическое табаководство» Северского района Краснодарского края | 24.02.1948      | [ ГС 142 ] |
| 153        | Ситников Александр Семёнович            | 01.1923 — 1994          | Комбайнёр Чапаевской МТС Белокалитвинского района Ростовской области | 27.06.1952      | [ ГС 143 ] |
| 154        | Ситников Виктор Павлович                | 26.01.1909 — 28.09.1996 | Председатель Ухтомского райисполкома Московской области | 07.04.1949      | [ ГС 144 ] |
| 155        | Ситников Иван Иванович                  | 25.02.1895 — 27.03.1974 | Бригадир путевой колонны головного ремонтного поезда № 31 Управления восстановительных работ № 12 Северо-Кавказского фронта                                                                                                   | 05.11.1943      | [ ГС 145 ] |
| 156        | Ситников Иван Никитович                 | 1905 — ????             | Бригадир колхоза имени Сталина Ольховатского района Харьковской области | 07.05.1948      |            |
| 157        | Ситников Илларион Прокофьевич           | 1918 — ????             | Машинист электровоза локомотивного депо Киев-Пассажирский Юго-Западной железной дороги | 04.05.1971      |            |
| 158        | Ситников Михаил Петрович                | 07.01.1908 — 22.12.1981 | Слесарь-лекальщик Ковровского механического завода Министерства оборонной промышленности СССР, Владимирская область | 28.07.1966      | [ ГС 146 ] |
| 159        | Ситникова Анастасия Ивановна            | 1924—2016               | Кузнец-штамповщик кузнечного цеха Сталинградского тракторного завода имени Ф. Э. Дзержинского Сталинградского совнархоза | 07.03.1960      | [ ГС 147 ] |
| 160        | Ситникова Анастасия Казьминична         | 10.02.1918 — 15.09.1995 | Звеньевая колхоза «Красный маяк» Панинского района Воронежской области | 18.01.1948      | [ ГС 148 ] |
| 160.000004 | Ситникова Пелагея Терентьевна           | 10.10.1924 — 05.04.2013 | Звеньевая Хирсинского виноградарского совхоза имени Берия Министерства пищевой промышленности СССР, Сигнахский район Грузинской ССР                                                                                           | 05.10.1949      | [ ГС 149 ] |
| 161        | Ситница Иван Васильевич                 | 12.06.1924 — 18.08.1982 | Бригадир колхоза «Большевик» Петриковского района Полесской области | 31.05.1952      | [ ГС 150 ] |
| 162        | Ситнова Антонина Николаевна             | 16.06.1913 — 18.10.2001 | Звеньевая полеводческой бригады колхоза «Борец» Бронницкого района Московской области | 19.02.1948      | [ ГС 151 ] |
| 163        | Ситушкин Иван Павлович                  | 05.01.1922 — 30.05.1989 | Бригадир племенного молочного совхоза «Караваево» Министерства совхозов СССР, Костромской район Костромской области | 12.07.1949      | [ ГС 152 ] |
| 164        | Ситяев Алексей Семёнович                | 29.05.1922 — 16.03.1981 | Звеньевой колхоза «10 Октябрь» Боградского района Хакасской автономной области | 21.02.1949      | [ ГС 153 ] |
| 165        | Сихарулидзе Василий Владимирович        | 1913 — ????             | Секретарь Махарадзевского районного комитета КП(б) Грузии | 21.02.1948      | [ ГС 154 ] |
| 166        | Сихарулидзе Давид Филиппович            | 1927 — ????             | Звеньевой колхоза имени Бакрадзе Чохатаурского района Грузинской ССР | 01.09.1951      | [ ГС 155 ] |
| 167        | Сихарулидзе Илья Михайлович             | 1908 — ????             | Заведующий отделом сельского хозяйства Чохатаурского района Грузинской ССР | 29.08.1949      | [ ГС 156 ] |
| 168        | Сихарулидзе Тамара Михайловна           | 1917 — 12.1985          | Главный агроном отдела сельского хозяйства Кедского района Аджарской АССР | 03.05.1949      | [ ГС 157 ] |
| 169        | Сичинава Гиви Ражденович                | род. 1933               | Машинист бульдозера специализированного управления механизации № 4 треста «Колхидстрой», Грузинская ССР | 08.04.1971      |            |
| 170        | Сичинава Трифон Ефимович                | 1915 — ????             | Звеньевой колхоза имени Сталина Очемчирского района Абхазской АССР | 21.02.1948      | [ ГС 158 ] |
| 171        | Сичкарёва Александра Григорьевна        | 17.12.1923 — 04.06.2019 | Звеньевая Фёдоровского свеклосовхоза Министерства пищевой промышленности СССР, Великобурлукский район Харьковской области | 30.04.1948      | [ ГС 159 ] |
| 172        | Сиюхов Аслан Мосович                    | 14.05.1939 — 02.11.2024 | Звеньевой колхоза имени XXII съезда КПСС Шовгеновского района Адыгейской автономной области | 23.12.1976      | [ ГС 160 ] |

| Навигационная таблица | Навигационная таблица    |
| --------------------- | ------------------------ |
| «С»                   | Саакян — Сальникова      |
| «С»                   | Самадалашвили — Саяхимов |
| «С»                   | Сборщикова — Сечина      |
| «С»                   | Сибиркин — Сиюхов        |
| «С»                   | Скаженик — Смыслин       |
| «С»                   | Снегирёв — Союстов       |
| «С»                   | Спаривак — Стычинский    |
| «С»                   | Субаев — Сяплов          |